# Ивашево (железнодорожная станция, Костромская область)
Ивашево — населённый пункт (тип: железнодорожная станция) в Островском районе Костромской области. Входит в состав Адищевского сельского поселения.

## География
Железнодорожная станция расположена в южной части Костромской области, на расстоянии примерно 16 км (по прямой) к юго-западу от посёлка Островское, административного центра района.
Часовой пояс
Железнодорожная станция Ивашево как и вся Костромская область, находится в часовой зоне МСК (московское время). Смещение применяемого времени относительно UTC составляет +3:00.

## Население
| 2008 | 2010 | 2014 |
| ---- | ---- | ---- |
| 58   | ↘53  | ↗69  |

Национальный состав
Согласно результатам переписи 2002 года, в национальной структуре населения русские составляли 100 % из 74 чел.